# Chi Cá ngạnh
Chi Cá ngạnh (danh pháp khoa học: Cranoglanis) là một chi cá trong họ Cá ngạnh (Cranoglanididae).
Cranoglanis bouderius (cá ngạnh) đầu tiên đã được John Richardson mô tả như là Bagrus bouderius vào năm 1846, dựa trên một bức tranh màu nước Trung Hoa. Wilhelm Peters sau đó đã mô tả chi Cranoglanis cùng với một loài mới, Cranoglanis sinensis. Otto Koller (1926) đã mô tả một loài mới, Pseudotropichthys multiradiatus. George Myers (1931) coi Pseudotropichthys là đồng nghĩa với Cranoglanis, cũng như mô tả họ Cranoglanididae. Jayaram (1955) coi C. multiradiatus và C. sinensis là đồng nghĩa của C. bouderius. Gần đây hơn, C. bouderius và C. multiradiatus đã được xử lý làm các loài riêng biệt. C. henrici, mô tả bởi Léon Vaillant năm 1893, thường bị bỏ qua, nhưng là một loài hợp lệ.
Năm 2005, Cranoglanis đã được một số tác giả coi là chi đơn loài, với C. bouderius là loài hợp lệ duy nhất.
Cranoglanididae có quan hệ họ hàng gần với họ cá da trơn ở Bắc Mỹ là Ictaluridae. Chúng là hai họ chị em trong siêu họ Ictaluroidea.

## Các loài
Hiện có năm loài được công nhận trong chi này:
- Cranoglanis bouderius (J. Richardson, 1846): Phân bố: Quảng Tây (Trung Quốc).
- Cranoglanis caolangensis V. H. Nguyen, 2005: Phân bố: Việt Nam.
- Cranoglanis henrici (Vaillant, 1893): Cá ngạnh. Phân bố: Việt Nam và Trung Quốc.
- Cranoglanis multiradiatus (Koller, 1926): Phân bố: Việt Nam và Trung Quốc.
- Cranoglanis songhongensis V. H. Nguyen, 2005: Phân bố: Việt Nam.

## Phân bố và nơi sống
Những con cá này được tìm thấy trong sông nước ngọt lớn ở Trung Quốc và Việt Nam.